# Seong van Paekche

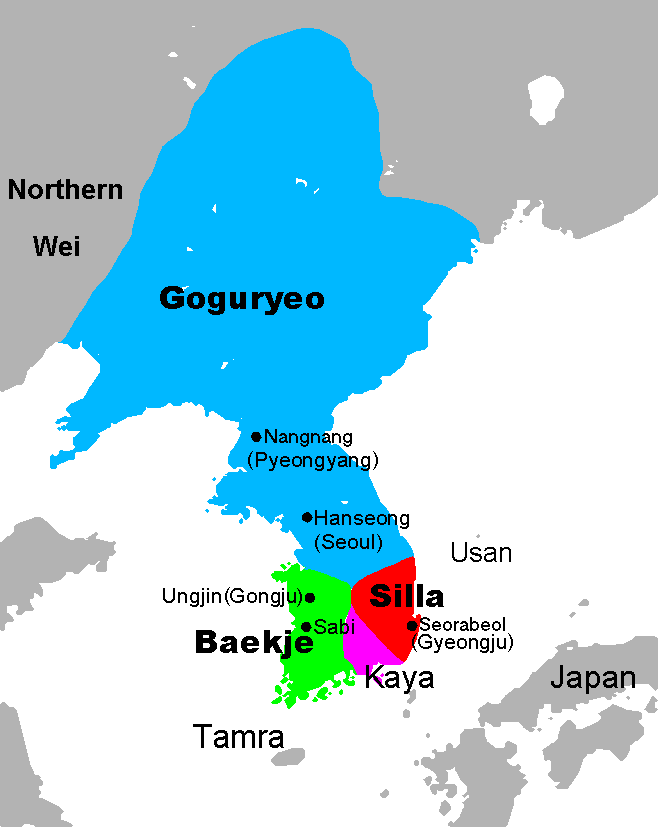

Seong (†554) was koning van Paekche of Baekje van 523 tot 554.

## Levensloop
Seong was een zoon van de vorige koning Muryeong. Hij was een groot hervormer. In 528 maakte hij van het boeddhisme de staatsgodsdienst en in 538 verplaatste hij de hoofdstad van Ungjin naar Sabi. Hij had goede relaties met de Chinese Liang-dynastie en Japan.
Seong dacht dat hij een goede band had met zijn buren, het koninkrijk Silla, maar bij een poging om de vallei van de Han Gang-rivier te heroveren werd hij door hen in de steek gelaten.
Bij een wraakactie tegen Silla kwam hij tijdens een veldslag bij Gwangsan om het leven. Hij werd opgevolgd door zijn zoon Wideok.